# Zentrales Schwankungsintervall
Das zentrale Schwankungsintervall ist ein Begriff aus der mathematischen Statistik. Es sagt etwas über die Präzision der Lageschätzung eines Parameters (zum Beispiel eines Mittelwertes) aus. Das Schwankungsintervall schließt einen Bereich um den wahren Wert des Parameters in der Grundgesamtheit ein, der – vereinfacht gesprochen – mit einer zuvor festgelegten Sicherheitswahrscheinlichkeit den aus der Stichprobe geschätzten Parameter enthält.

## Idee
Eine Schätzfunktion {\displaystyle \theta (X_{1},\dots ,X_{n})} ist eine Zufallsvariable für einen unbekannten wahren Parameter {\displaystyle \vartheta } einer Grundgesamtheit. Daher besitzt sie eine Verteilung, und wir können mit der Wahrscheinlichkeit {\displaystyle 1-\alpha } Intervalle bezüglich der Realisierung angeben. 
Das heißt, ziehen wir eine Stichprobe mit den Werten {\displaystyle x_{1},\dots ,x_{n}}, dann können wir einen Schätzwert {\displaystyle {\hat {\vartheta }}=\theta (x_{1},\dots ,x_{n})} berechnen und mit einer vorgegebenen Wahrscheinlichkeit ein Intervall angeben, in dem wir den Schätzwert {\displaystyle {\hat {\vartheta }}} erwarten.
Die zentralen Schwankungsintervalle haben einen Nachteil: Die Intervallgrenzen enthalten den unbekannten Parameter {\displaystyle \theta } (im Gegensatz zum Konfidenzintervall). Trotzdem liefert das zentrale Schwankungsintervall eine wertvolle Information, nämlich die Größe der Abweichung eines aus der Stichprobe geschätzten Parameters vom wahren Parameter.
| Parameter                   | Bedingung                                                                        | Zentrales Schwankungsintervall |
| --------------------------- | -------------------------------------------------------------------------------- | --- |
| {\displaystyle \mu }        | {\displaystyle X_{i}\sim N(\mu ,\sigma )}, {\displaystyle \sigma } bekannt       | {\displaystyle \left[\mu -z_{1-\alpha /2}\sigma /{\sqrt {n}};\mu +z_{1-\alpha /2}\sigma /{\sqrt {n}}\right]} |
| {\displaystyle \mu }        | {\displaystyle X_{i}\sim N(\mu ,\sigma )}, {\displaystyle \sigma } unbekannt     | {\displaystyle \left[\mu -t_{n-1;1-\alpha /2}S/{\sqrt {n}};\mu +t_{n-1;1-\alpha /2}S/{\sqrt {n}}\right]} |
| {\displaystyle \mu }        | {\displaystyle X_{i}\sim (\mu ,\sigma )} beliebig verteilt, {\displaystyle n>30} | {\displaystyle \left[\mu -z_{1-\alpha /2}\sigma /{\sqrt {n}};\mu +z_{1-\alpha /2}\sigma /{\sqrt {n}}\right]} ({\displaystyle \sigma } bekannt) {\displaystyle \left[\mu -z_{1-\alpha /2}S/{\sqrt {n}};\mu +z_{1-\alpha /2}S/{\sqrt {n}}\right]} ({\displaystyle \sigma } unbekannt) |
| {\displaystyle \sigma ^{2}} | {\displaystyle X_{i}\sim N(\mu ,\sigma )}, {\displaystyle \mu } bekannt          | {\displaystyle \left[\chi _{n;\alpha /2}^{2}{\frac {\sigma ^{2}}{n}};\chi _{n;1-\alpha /2}^{2}{\frac {\sigma ^{2}}{n}}\right]} |
| {\displaystyle \sigma ^{2}} | {\displaystyle X_{i}\sim N(\mu ,\sigma )}, {\displaystyle \mu } unbekannt        | {\displaystyle \left[\chi _{n-1;\alpha /2}^{2}{\frac {\sigma ^{2}}{n-1}};\chi _{n-1;1-\alpha /2}^{2}{\frac {\sigma ^{2}}{n-1}}\right]} |
| {\displaystyle \pi }        | {\displaystyle X_{i}} Bernoulli verteilt mit Parameter {\displaystyle \pi }      | {\displaystyle \left[\pi -z_{1-\alpha /2}{\sqrt {p(1-p)/n}};\pi +z_{1-\alpha /2}{\sqrt {p(1-p)/n}}\right]} bzw. {\displaystyle \left[\pi -{\frac {z_{1-\alpha /2}}{\sqrt {4n}}};\pi +{\frac {z_{1-\alpha /2}}{\sqrt {4n}}}\right]}                                                  |

Dabei sind 
- {\displaystyle 1-\alpha } die Sicherheitswahrscheinlichkeit,
- {\displaystyle z_{q}}, {\displaystyle t_{m;q}} und {\displaystyle \chi _{m;q}^{2}} die {\displaystyle q}-Quantile der Standardnormal-, t- und Chi-Quadrat-Verteilung mit {\displaystyle m} Freiheitsgraden,
- {\displaystyle S^{2}={\frac {1}{n-1}}\sum _{i=1}(X_{i}-{\bar {X}})^{2}} die korrigierte Stichprobenvarianz sowie
- {\displaystyle p} der geschätzte Anteilswert aus der Stichprobe.

## Formale Definition
Das zentrale Schwankungsintervall für eine Schätzfunktion {\displaystyle \theta } ist das Intervall {\displaystyle [\vartheta -c_{u};\vartheta +c_{o}]} für das gilt {\displaystyle P(\theta <\vartheta -c_{u})=\alpha /2} bzw. {\displaystyle P(\theta >\vartheta -c_{o})=\alpha /2}, also
{\displaystyle P(\vartheta -c_{u}\leq \theta \leq \vartheta +c_{o})=1-\alpha }.
Das zentrale Schwankungsintervall kann, muss aber nicht, symmetrisch um den unbekannten Parameter liegen. Die Werte {\displaystyle c_{u}} bzw. {\displaystyle c_{o}} hängen ab
- von dem Verteilungstyp der Schätzfunktion (siehe {\displaystyle c_{u}^{*}}, {\displaystyle c_{o}^{*}}) und
- der Varianz der Schätzfunktion {\displaystyle Var(\theta )}:

{\displaystyle P\left(\vartheta -c_{u}^{*}{\sqrt {Var(\theta )}}\leq \theta \leq \vartheta +c_{o}^{*}{\sqrt {Var(\theta )}}\right)=1-\alpha }.

## Spezielle zentrale Schwankungsintervalle

### Für den Mittelwert μ der Grundgesamtheit
Für den unbekannten Mittelwert {\displaystyle \mu } der Grundgesamtheit wird die Schätzfunktion {\displaystyle {\bar {X}}={\frac {X_{1}+\dots +X_{n}}{n}}} genommen. Es ergeben sich für die Verteilung von {\displaystyle {\bar {X}}} zwei Fälle:
1. {\displaystyle X_{i}\sim N(\mu ,\sigma )\,}, dann gilt {\displaystyle {\bar {X}}\sim N(\mu ,\sigma /{\sqrt {n}})} (Reproduktivitätseigenschaft der Normalverteilung) oder
2. {\displaystyle X_{i}\sim (\mu ,\sigma )\,} (beliebig verteilt) und die Voraussetzungen des zentralen Grenzwertsatzes erfüllt, dann gilt {\displaystyle {\bar {X}}\approx N(\mu ,\sigma /{\sqrt {n}})}.

Daraus ergeben sich drei Schwankungsintervalle:
1a. {\displaystyle \sigma } bekannt, dann gilt {\displaystyle {\frac {{\bar {X}}-\mu }{\sigma /{\sqrt {n}}}}\sim N(0,1)} und
{\displaystyle P\left(\mu -z_{1-\alpha /2}\sigma /{\sqrt {n}}\leq {\bar {X}}\leq \mu +z_{1-\alpha /2}\sigma /{\sqrt {n}}\right)=1-\alpha }
1b. {\displaystyle \sigma } unbekannt, dann gilt {\displaystyle {\frac {{\bar {X}}-\mu }{S/{\sqrt {n}}}}\sim t_{n-1}} und
{\displaystyle P\left(\mu -t_{n-1;1-\alpha /2}S/{\sqrt {n}}\leq {\bar {X}}\leq \mu +t_{n-1;1-\alpha /2}S/{\sqrt {n}}\right)=1-\alpha }
2. Es gilt {\displaystyle {\frac {{\bar {X}}-\mu }{S/{\sqrt {n}}}}\approx N(0,1)} und
{\displaystyle P\left(\mu -z_{1-\alpha /2}S/{\sqrt {n}}\leq {\bar {X}}\leq \mu +z_{1-\alpha /2}S/{\sqrt {n}}\right)\approx 1-\alpha }.
Die Werte {\displaystyle z_{q}} bzw. {\displaystyle t_{m;q}} sind die {\displaystyle q}-Quantile  der Standardnormalverteilung bzw. der Studentsche t-Verteilung mit {\displaystyle m} Freiheitsgraden.

### Für die Varianz σ² der Grundgesamtheit
Wenn die Stichprobenvariablen {\displaystyle X_{i}\sim N(\mu ,\sigma )} verteilt sind, dann gibt es
für die Varianz {\displaystyle \sigma ^{2}} zwei verschiedene mögliche Schätzfunktionen:
1. Wenn {\displaystyle \mu } bekannt ist, dann ergibt sich {\displaystyle S^{*^{2}}={\frac {1}{n}}\sum _{i=1}^{n}(X_{i}-\mu )^{2}}.
2. Wenn {\displaystyle \mu } unbekannt ist, dann ergibt sich {\displaystyle S^{2}={\frac {1}{n-1}}\sum _{i=1}^{n}(X_{i}-{\bar {X}})^{2}}.

Im ersten Fall ist {\displaystyle {\frac {nS^{*^{2}}}{\sigma ^{2}}}\sim \chi _{n}^{2}} verteilt, und das zentrale Schwankungsintervall ist
{\displaystyle P\left(\chi _{n;\alpha /2}^{2}{\frac {\sigma ^{2}}{n}}\leq S^{*^{2}}\leq \chi _{n;1-\alpha /2}^{2}{\frac {\sigma ^{2}}{n}}\right)=1-\alpha }
und im zweiten Fall ist {\displaystyle {\frac {(n-1)S^{2}}{\sigma ^{2}}}\sim \chi _{n-1}^{2}} verteilt, und das zentrale Schwankungsintervall ergibt sich zu 
{\displaystyle P\left(\chi _{n-1;\alpha /2}^{2}{\frac {\sigma ^{2}}{n-1}}\leq S^{*^{2}}\leq \chi _{n-1;1-\alpha /2}^{2}{\frac {\sigma ^{2}}{n-1}}\right)=1-\alpha }.
Die Werte {\displaystyle \chi _{m;q}^{2}} sind die {\displaystyle q}-Quantile der Chi-Quadrat-Verteilung mit {\displaystyle m} Freiheitsgraden.
In beiden Fällen liegt das zentrale Schwankungsintervall nicht symmetrisch um {\displaystyle \sigma ^{2}}.

### Für den Anteilswert π der Grundgesamtheit
Eine dichotome Zufallsvariable {\displaystyle X} Anzahl der Erfolge bei {\displaystyle n} Ziehungen mit Zurücklegen ist binomialverteilt in Abhängigkeit von der unbekannten Erfolgswahrscheinlichkeit {\displaystyle \pi }. Bei der Erfüllung der Approximationsbedingungen ist {\displaystyle X} normalverteilt und auch die Schätzfunktion {\displaystyle \Pi =X/n\approx N(\pi ,{\sqrt {\pi (1-\pi )/n}})}. Das zentrale Schwankungsintervall ergibt sich daher zu
{\displaystyle P\left(\pi -z_{1-\alpha /2}{\sqrt {\pi (1-\pi )/n}}\leq \Pi \leq \pi +z_{1-\alpha /2}{\sqrt {\pi (1-\pi )/n}}\right)\approx 1-\alpha }.
Für die praktischen Berechnungen kann man {\displaystyle \pi (1-\pi )} entweder mit {\displaystyle 1/4=\max _{0\leq \pi \leq 1}\pi (1-\pi )} abschätzen. Alternativ kann man {\displaystyle \pi (1-\pi )} mit {\displaystyle p(1-p)} ersetzen, und  {\displaystyle p} ist der Anteilswert aus der Stichprobe.

## Beispiele
Beispiel 1: Wenn wir die mittlere Studiendauer in Semestern von Studenten auf {\displaystyle 0{,}1} genau schätzen wollen mit einer Sicherheitswahrscheinlichkeit {\displaystyle 1-\alpha =95\,\%}, dann bedeutet dies, dass das zentrale Schwankungsintervall vom wahren Wert {\displaystyle \mu } um nicht mehr als {\displaystyle \pm 0{,}05} Semester abweichen darf. Die Länge des zentralen Schwankungsintervalls muss also {\displaystyle 0{,}1} Semester sein.
Für die mittlere Studiendauer ist nicht bekannt, ob sie normalverteilt ist, d. h. es folgt
{\displaystyle 0{,}1=\left(\mu +z_{1-\alpha /2}{\frac {s}{\sqrt {n}}}\right)-\left(\mu -z_{1-\alpha /2}{\frac {s}{\sqrt {n}}}\right)},
d. h. in Abhängigkeit von {\displaystyle s} ({\displaystyle z_{0{,}975}=1{,}96}) lässt sich ein Stichprobenumfang bestimmen, um diese Genauigkeit zu erreichen:
{\displaystyle n=1536{,}64s^{2}}.
Mit {\displaystyle s=1} Semester müssen also 1537 Studenten befragt werden, ist {\displaystyle s=2} Semester, dann wären es bereits 6147 Studenten nötig. In diesem Beispiel ist nur die Lage, nicht aber die Breite des zentralen Schwankungsintervalls vom wahren Parameter abhängig.
Beispiel 2: In Wahlumfragen werden üblicherweise ca. 1000 Wahlberechtigte befragt. Mit welcher Genauigkeit bei einer Sicherheitswahrscheinlichkeit von {\displaystyle 1-\alpha =95\,\%} kann ein Wahlforscher das Ergebnis einer Partei vorhersagen?
Die Länge des zentralen Schwankungsintervalls ist 
{\displaystyle \left(\pi +z_{1-\alpha /2}{\frac {1}{\sqrt {4n}}}\right)-\left(\pi -z_{1-\alpha /2}{\frac {1}{\sqrt {4n}}}\right)={\frac {2z_{1-\alpha /2}}{\sqrt {4n}}}={\frac {z_{1-\alpha /2}}{\sqrt {n}}}},
und mit {\displaystyle z_{0{,}975}=1{,}96}, {\displaystyle n=1000} ergibt sich eine Länge von {\displaystyle 0{,}062=6{,}2\,\%}. D. h. mit 95 % Wahrscheinlichkeit wird der Anteilswert aus der Stichprobe um maximal {\displaystyle \pm 3{,}1\,\%} vom wahren Anteilswert {\displaystyle \pi } abweichen. Bei einem wahren Anteilswert von {\displaystyle \pi =50\,\%} ergibt sich das zentrale Schwankungsintervall also zu {\displaystyle [46{,}9\,\%;53{,}1\,\%]}; diese große Ungenauigkeit ist einer der Gründe, warum in der Presse/Meinungsforschungsinstituten selten die Genauigkeit von Prognosen mit angegeben wird.

## Zentrales Schwankungsintervall und Konfidenzintervall

### Ableitung
Die Konfidenzintervalle werden direkt aus den zentralen Schwankungsintervallen abgeleitet:
{\displaystyle P\left(\vartheta -c_{u}^{*}{\sqrt {Var(\theta )}}\leq \theta \leq \vartheta +c_{o}^{*}{\sqrt {Var(\theta )}}\right)=1-\alpha }
- Subtraktion von {\displaystyle \vartheta }

{\displaystyle P\left(-c_{u}^{*}{\sqrt {Var(\theta )}}\leq \theta -\vartheta \leq +c_{o}^{*}{\sqrt {Var(\theta )}}\right)=1-\alpha }
- Subtraktion von {\displaystyle \theta }

{\displaystyle P\left(-\theta -c_{u}^{*}{\sqrt {Var(\theta )}}\leq -\vartheta \leq -\theta +c_{o}^{*}{\sqrt {Var(\theta )}}\right)=1-\alpha }
- Multiplikation von {\displaystyle -1}

{\displaystyle P\left(\theta -c_{u}^{*}{\sqrt {Var(\theta )}}\leq \vartheta \leq \theta +c_{o}^{*}{\sqrt {Var(\theta )}}\right)=1-\alpha }
Und damit ergibt sich das Konfidenzintervall.

### Unterschiede
Die folgende Tabelle summiert einige Unterschiede zwischen dem zentralen Schwankungsintervall und dem Konfidenzintervall.
|                | Zentrales Schwankungsintervall                                                                                 | Konfidenzintervall                                                          |
| -------------- | --- | --------------------------------------------------------------------------- |
| Grenzen        | Sind für jede Stichprobe gleich, also feste Werte                                                              | Ändern sich bei jeder Stichprobe, sind also Zufallsvariablen                |
| Lage           | Schließt den unbekannten Parameter der Grundgesamtheit ein                                                     | Schließt den geschätzten Parameter der Stichprobe ein                       |
| Interpretation | Gibt an, mit welcher Wahrscheinlichkeit der aus der Stichprobe geschätzte Parameter im Intervall enthalten ist | Gibt an, welcher Anteil der Schätzintervalle den wahren Parameter enthalten |